# Tachidius incisipes
Tachidius incisipes är en kräftdjursart som beskrevs av Walter Klie 1913. Tachidius incisipes ingår i släktet Tachidius och familjen Tachidiidae. Inga underarter finns listade i Catalogue of Life.